# Invisible Touch
Invisible Touch är Genesis trettonde studioalbum, utgivet den 9 juni 1986. Albumet ses ofta som det slutgiltiga steget i bandets utveckling från progressiv rock till poprock.
Albumet kom att bli Genesis mest kommersiellt framgångsrika. Det släpptes i samband med att Collins även hade en framgångsrik period som soloartist, bland annat med albumet No Jacket Required från året innan. Invisible Touch blev etta på albumlistan i Storbritannien och trea i USA. Titelspåret nådde toppen på Billboard Hot 100. Även "In Too Deep", "Land of Confusion", "Tonight, Tonight, Tonight" och "Throwing It All Away" släpptes som singlar och nådde alla Top 5.

## Låtlista
Samtliga låtar skrivna av Tony Banks, Phil Collins och Mike Rutherford.
1. "Invisible Touch" - 3:27
2. "Tonight, Tonight, Tonight" - 8:49
3. "Land of Confusion" - 4:45
4. "In Too Deep" - 4:59
5. "Anything She Does" - 4:07
6. "Domino"
  - "Part One: In the Glow of the Night" - 4:27
  - "Part Two: The Last Domino" - 6:15
7. "Throwing It All Away" - 3:50
8. "The Brazilian" - 4:49